# Linyi, Dezhou
Linyi är ett härad som lyder under Dezhous stad på prefekturnivå i Shandong-provinsen i norra Kina.